# Merbes-le-Château
Merbes-le-Château é um município da Bélgica localizado no distrito de Thuin, província de Hainaut, região da Valônia.